# Josep Vilà i Figueras
Josep Vilà i Figueras (Cornellà de Llobregat, Baix Llobregat, 17 de març 1933) és instrumentista de flabiol i director de cobla. Forma part de la nissaga de músics Vilà de Cornellà de Llobregat, iniciada pel seu besavi Diego Vilà i Priu, i continuada pel seu avi Dídac Vilà i Moragues, el seu pare Jaume Vilà i Mèlich (Javimel), i, després, per ell mateix i pel seu germà Jaume Vilà i Figueras.
Va començar a estudiar solfeig als vuit anys amb el seu pare, Jaume Vilà i Mèlich, i, als catorze anys, s'inicià en l'estudi del flabiol amb Narcís Paulís i Vila. Anys més tard, serà reconegut com un virtuós del flabiol en els ambients sardanístics.
Les seves primeres actuacions van ser amb la Cobla Canigó l'any 1949. Dos anys després, al 1951, entrà a formar part de la Cobla La Principal del Llobregat, on el seu pare, fundador d'aquesta l'any 1929, feia de contrabaixista en aquells moments. La seva entrada va coincidir amb una important remodelació de la cobla arrel de la sortida del tible Ferran Blanch. Va ser un temps en el qual la formació va gaudir d'una època de constants actuacions de sardanes i ballets, quelcom que va continuar durant els anys seixanta, moment en què la Cobla començà a fer actuacions fora de Catalunya. Així, el 1962 actuaran a Madrid, en benefici dels damnificats per les inundacions del Vallès, el 1963 a Montpellier i el 1966 a Ceret.
L'any 1968 rebé del seu pare la direcció de la cobla, tot i que aquest continuà actiu al contrabaix fins a la seva jubilació l'any 1972. Durant aquests anys, Josep Vilà i Figueras compartirà escenari amb altres dos Vilà, arran de la incorporació del seu germà Jaume Vilà i Figueras com a tenora segona.
Durant la seva vida laboral va combinar diversos oficis amb la professió de músic. En l'àmbit pedagògic, l'any 1981 va ser professor de flabiol a l'escola de cobla impulsada pels Amics de la Sardana de Cornellà, la qual va generar, aquell mateix any, la Cobla Ciutat de Cornellà.
Josep Vilà i Figueras ha estat flabiolaire de la Cobla La Principal del Llobregat durant quaranta-nou anys, professió que va combinar amb el treball de direcció i de coordinació. A partir de l'any 2000, continuarà la seva tasca com a director i com a representant de la cobla, fins a la seva jubilació l'any 2004.